# Villaverde de Medina
Villaverde de Medina község Spanyolországban, Valladolid tartományban. Villaverde de Medina Medina del Campo, El Campillo, Valladolid, Nueva Villa de las Torres, Nava del Rey és Rueda, Valladolid községekkel határos. Lakosainak száma 529 fő (2024).

## Népesség
A település népessége az utóbbi években az alábbiak szerint változott:
| Lakosok száma | 584  | 587  | 544  | 553  | 535  | 523  | 517  | 533  | 522  | 529  |
|               | 2001 | 2004 | 2007 | 2009 | 2012 | 2014 | 2017 | 2019 | 2022 | 2024 |